# Ракаханга (избирательный округ)
Ракаханга (Rakahanga) — один из 24 избирательных округов Островов Кука. Включает в себя остров Ракаханга.
Пихо Руа (Piho Rua) из Демократической партии Островов Кука в настоящее время депутат, представляющий этот избирательный округ в парламенте Островов Кука (избран в 2006 году).